# Gawrony (Korczyna)
Gawrony – część wsi Korczyna w Polsce, położona w województwie małopolskim, w powiecie gorlickim, w gminie Biecz. Wchodzi w skład sołectwa Korczyna.
W latach 1975–1998 Gawrony administracyjnie należały do województwa krośnieńskiego.